# In the Heart
In the Heart — пятнадцатый студийный альбом американской фанк/R&B-группы Kool & the Gang, который вышел 23 ноября 1983 года на лейбле De-Lite Records. Альбом достиг № 1 в американском R&B-чарте и № 12 в Billboard 200, а также получил золотой сертификат RIAA в США. С альбома было выпущено четыре сингла, два из которых стали крупными хитами в Billboard Hot 100. Первый сингл, «Straight Ahead», не попал в чарт Hot 100, но второй сингл, «Joanna», взлетел до второго места в чартах США и Великобритании, а также занял первое место в американском R&B-чарте. Третий сингл, «Tonight», принёс ещё один большой успех, заняв 13-ю строчку в Hot 100. Четвёртый сингл «(When You Say You Love Somebody) In the Heart» не вошёл в чарт Hot 100, но стал умеренным хитом в американском R&B-чарте.

## История
К тому времени, когда в 1983 году вышел альбом In the Heart, Kool & the Gang покинули скоростные трассы фанка и перешли на более плавное шоссе R&B, ориентированное на более взрослую аудиторию. Тем не менее, их понимание соул-звучания 1980-х годов позволило группе продолжать занимать верхние строчки чартов с энергией и стилем, которые оставили их ранние влияния далеко позади. Когда Рональд Белл на время покинул сцену, чтобы взять на себя продюсирование, группа вступила в ещё одну плодотворную эру.

## Отзывы
| Оценки критиков | Оценки критиков |
| Источник        | Оценка          |
| --------------- | --------------- |
| AllMusic        | [ 4 ]           |
| Rolling Stone   | [ 5 ]           |

Альбом получил в целом положительные и умеренные отзывы.
Эми Хэнсон из AllMusic отметил, что «С хитом-монстром „Joanna“, задавшим темп, Kool & the Gang проложили себе путь через сет, который показался некоторым лёгким, но все же имел достаточно силы, чтобы продвинуть In the Heart на территорию золотого диска. Лучше всего это слышно в вышеупомянутом хите номер один, а также в срочной, но все ещё плавной „Tonight“, группа также преуспела в „September Love“, сонной балладе, которая держится на нежности. В других альбомах Kool & the Gang заполнили пробелы своим ставшим уже фирменным синтезированным брендом гладких R&B-стандартов, и, несмотря на свои успехи, In the Heart в конечном итоге запомнится как начало нисходящей спирали, по которой группа будет скользить большую часть десятилетия».

## Список композиций
| №  | Название       | Автор(ы)                                          | Длительность |
| -- | -------------- | ------------------------------------------------- | ------------ |
| 1. | «In the Heart» | James «J.T.» Taylor, Ronald Bell, Kool & the Gang | 4:03         |
| 2. | «Joanna»       | Claydes Smith, Taylor, Kool & the Gang            | 4:20         |
| 3. | «Tonight»      | Curtis Williams, Taylor, Kool & the Gang          | 3:53         |
| 4. | «Rollin · »    | Taylor, Ronald Bell, Kool & the Gang              | 3:10         |
| 5. | «Place for Us» | Williams, Taylor, Kool & the Gang                 | 3:42         |

| №  | Название                     | Автор(ы)                                       | Длительность |
| -- | ---------------------------- | ---------------------------------------------- | ------------ |
| 1. | «Straight Ahead»             | Taylor, Ronald Bell, Kool & the Gang           | 3:31         |
| 2. | «Home Is Where the Heart Is» | Ronald Bell, Kool & the Gang                   | 3:51         |
| 3. | «You Can Do It»              | Williams, Taylor, Ronald Bell, Kool & the Gang | 4:39         |
| 4. | «September Love»             | George Brown, Taylor, Kool & the Gang          | 4:39         |

## Чарты
| Чарт (1983)                     | Высшая позиция |
| ------------------------------- | -------------- |
| США (Billboard 200)             | 29             |
| США (Billboard Top Soul Albums) | 5              |
| Великобритания UK Albums Chart  | 18             |

## Сертификации
| Регион                                                      | Сертификация | Продажи  |
| ----------------------------------------------------------- | ------------ | -------- |
| Великобритания (BPI)                                        | Серебряный   | 60 000^  |
| США (RIAA)                                                  | Золотой      | 500 000^ |
| ^ Данные о тиражах приведены только на основе сертификации. |              |          |